# Paradoxa
Una paradoxa és una afirmació que sembla contradictòria o que va contra el sentit comú. Tot i que en principi es refereixen a mecanismes de la lògica, se'n troben en gairebé qualsevol branca de la ciència. A més, és un recurs retòric on es presenten dos conceptes antagònics en la mateixa frase.
El terme deriva de l'adjectiu del grec antic παράδοξος parádoxos «inesperat, increïble, singular, meravellós, paradoxal», un mot compost format pel prefix para, que significa 'al costat de, a part de' més l'arrel doxa, 'opinió, bon judici, parer'.

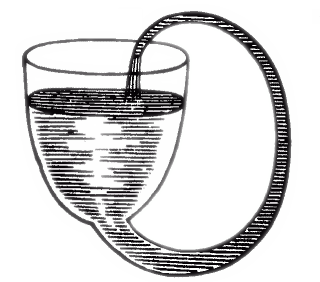
Dibuix de Robert Boyle: un flascó que s'omple ell mateix, tot i que el moviment perpetu no existeix

Les paradoxes ocupen un paper central en l'ètica, sota la forma de dilemes. Es presenten dues opcions que, ben argumentades, poden ser considerades justes per la moral. La persona ha de triar una de les dues –no pot pas no triar– i així ha prioritzar un valor sobre un altre.
Es difereix de la mera contradicció: «Tots som iguals, però uns més iguals que altres» i de les qüestions sense resposta quan s'aplica una cronologia linear a un fenomen circular com la qüestió de «L'ou o la gallina?».
La paradoxa del mentider i altres paradoxes similars ja es van estudiar des de l'edat antiga. A l'edat mitjana eren conegudes com a insolubilia. Aquesta paradoxa és un dels primers casos de paradoxa autoreferent. De fet, entre els temes recurrents en les paradoxes es troba l'autoreferència directa i indirecta, la infinitud, definicions circulars i confusió de nivells de raonament, encara que no totes les paradoxes són de tipus autoreferent.
En filosofia moral una paradoxa juga un rol particularment important en debats sobre ètica. Per exemple, una admonició ètica a "estimar el teu veí" no sols es troba en contrast, sinó també en contradicció, amb un veí armat que intenta assassinar: d'ocórrer, llavors, un no és capaç d'estimar-lo. No obstant això, atacar o reprimir el veí agressor no és generalment considerat estimar. Això pot ser denominat un dilema ètic. Un altre exemple n'és el conflicte entre el mandat de no robar i la responsabilitat personal d'alimentar la família, la qual, sota determinades circumstàncies, no pot ser mantinguda sense diners robats.
No totes les paradoxes són iguals. Per exemple, la paradoxa de l'aniversari pot ser definida millor com una sorpresa que com una contradicció lògica, mentre que la resolució de la paradoxa de Curry és encara un tema important de debat.

## Exemples

### Economia
- Paradoxa de Leontief

### Epistemologia
- Paradoxa de la predestinació

### Física
- Gat de Schrödinger
- Paradoxa d'Olbers[12]

### Llengua i literatura
- Sia'm la mort una major naixença. (Joan Maragall, «Cant espiritual»)
- La ràdio que us escolta. (Catalunya Ràdio)
- A l'avar les riqueses el fan més pobre.
- Em fa pena ser tan cruel.
- Menys és més, el principi del minimalisme de l'arquitecte Ludwig Mies van der Rohe i el grup Bauhaus[13]
- Paradoxa del gat amb mantega

### Lògica
- La paradoxa del mentider: «Soc mentider»[14]
- Paradoxes de Zenó
- Paradoxa de Russell[15] o paradoxa del barber
- Paradoxa sorites
- Paradoxa de Protàgores

### Matemàtica
- Hotel infinit[16]
- Paradoxa de Sant Petersburg

### Psicològia
- «Has de ser més espontani»[17]

### Teologia
- Paradoxa de l'omnipotència: Déu omnipotent pot crear una pedra tan feixuga que no la pot sollevar?[18]